# فرودگاه تنگستن (کانتونگ)
فرودگاه تنگستن (کانتونگ) (به انگلیسی: Tungsten (Cantung) Airport) یک فرودگاه خصوصی با کد یاتا TNS است که یک باند فرود شن دارد و طول باند آن ۱۱۲۸ متر است. این فرودگاه در کشور کانادا قرار دارد و در ارتفاع ۱۰۶۷ متری از سطح دریا واقع شده است.